# Clément Russo
Clément Russo (født 20. januar 1995 i Lyon) er en cykelrytter fra Frankrig, der er på kontrakt hos Groupama-FDJ.